# Liste digitaler Lang-, Mittel- und Kurzwellenrundfunksender
Digitale Lang-, Mittel- und Kurzwellenrundfunksender  sind Rundfunksender, die im digitalen Hörfunkformat Digital Radio Mondiale oder anderen digitalen Modulationsarten ausstrahlen.

## Langwellensender
| Frequenz in kHz | Name/Standort                      | Leistung in kW | Sendeantenne                                              | Ziel        | Programm                                                                           | Anmerkung                                                         |
| --------------- | ---------------------------------- | -------------- | --------------------------------------------------------- | ----------- | ---------------------------------------------------------------------------------- | ----------------------------------------------------------------- |
| 177             | Zehlendorf Abgeschaltet 31.12.2014 | 500            | gegen Erde isolierter Stahlfachwerkmast mit Reusenantenne | Deutschland | Deutschlandradio Kultur seit 29. August 2005 DRM, drei Stunden nachts, eingestellt | Wurde am 31. Dezember 2014 abgeschaltet. 25. März 2017 gesprengt. |

## Mittelwellensender
Europäische Sender halten sich in der Regel an das 9-kHz-Frequenzraster, außereuropäische nutzen 10-kHz-Schritte.
| Frequenz in kHz | Name/Standort                         | Leistung in kW | Sendeantenne                                                                                | Ziel                                             | Programm                    | Anmerkung                                                                                             |
| --------------- | ------------------------------------- | -------------- | ------------------------------------------------------------------------------------------- | ------------------------------------------------ | --------------------------- | --- |
| 639             | Liblice (Tschechien)                  | 750            | Reusenantennen an zwei geerdeten, abgespannten Stahlfachwerkmasten, Höhe: 355 m             | Europa                                           | CRO 2 Praha                 | 9kHz Mode                                                                                             |
| 693             | Siziano bei Mailand                   | 30             |                                                                                             | Europa                                           | RAI Radiodue                | DRM, eingestellt                                                                                      |
| 729             | Sender Putbus (Rügen) (T-Systems)     | 1              | gegen Erde isolierter Stahlfachwerkmast mit Dachkapazität                                   | Deutschland                                      | DLR Kultur (24h)            | DRM, Betrieb am 1. Januar 2010 eingestellt 2012 abgebaut                                              |
| 810             | Maqta (Abu Dhabi)                     | 50             |                                                                                             | Arabische Halbinsel                              | Pravasi Bharathi            | DRM                                                                                                   |
| 828             | Delhi                                 | 200            |                                                                                             | Indien                                           | All India Radio             | DRM                                                                                                   |
| 855             | Sender Berlin-Britz (T-Systems)       | 10–25          | Stahlfachwerkmast                                                                           | Deutschland                                      | DLF                         | DRM (18,00 kbit/s; 9 kHz p-stereo), Betrieb am 19. September 2012 eingestellt 18. Juli 2015 gesprengt |
| 900             | Siziano (Mailand) Rai Radio1          | 50             | abgespannte Stahlgittermasten, gegen Erde isoliert, doppelspeisbar; Höhe: 145 und 148 Meter | Italien/Europa                                   | RAI Radiouno (To)           | 9kHz Mode                                                                                             |
| 954             | České Budějovice                      | 3,16           | 107 Meter hohe HAAT Antenne                                                                 | Tschechien                                       | České Radiokomunikace (CRA) | DRM Sendestart 12. Juni 2022; Evaluation im Jahr 2023                                                 |
| 990             | Jammu                                 | 300            |                                                                                             | Indien                                           | All India Radio             | DRM                                                                                                   |
| 1080            | Sender Rajkot, Indien                 | 130            |                                                                                             | Asien (vor allem Indien)                         | All India Radio             | DRM                                                                                                   |
| 1215            | Absoulute Radio (UK)                  | 125            |                                                                                             | UK/Europa                                        | Absoulute Radio             | 9kHz Mode                                                                                             |
| 1296            | Orfordness (Merlin Communication, UK) | 70             | sechs freistehende, gegen Erde isolierte selbststrahlende Sendetürme                        | Europa                                           | BBC World Service           | DRM (26,02 kbit/s; 10 kHz p-stereo), eingestellt                                                      |
| 1458            | Lyca Radio London (UK)                | 125            |                                                                                             | United Kingdom (Auch in Deutschland klar hörbar) | Lyca radio                  | 9kHz Mode                                                                                             |
| 1485            | Sender Berlin-Frohnau (T-Systems)     |                | Langdrahtantenne                                                                            | Deutschland                                      | OldieStar Radio (24h)       | DRM, Betrieb eingestellt                                                                              |
| 1593            | Sender Langenberg (WDR) inaktiv       | 10             | geerdeter abgespannter Stahlfachwerkmast mit Reusenantenne                                  | Westdeutschland                                  | WDR 2 Klassik (24h)         | DRM (23,62 kbit/s; 9 kHz p-stereo), 2006 – 31.12.2011                                                 |
| 1611            | Sender Santa Maria di Galeria, IT     |                |                                                                                             | Europa                                           | Radio Vatican               | DRM 9 kHz, Mode A 16.32 kbit/s Mode B 15,24 kbit/s, eingestellt                                       |

## Kurzwellensender
| Frequenz in kHz | Name/Standort                               | Leistung in kW          | Sendeantenne                       | Ziel        | Programm                                                 | Anmerkung |
| --------------- | ------------------------------------------- | ----------------------- | ---------------------------------- | ----------- | -------------------------------------------------------- | --- |
| 3955            | Woofferton                                  | 100                     |                                    |             | BBC World Service                                        | DRM |
| 3965            | Issoudun                                    | 1                       |                                    |             | Radio France International                               | DRM, aktiv |
| 5940            | SNR Tiganesti-E1 Saftica                    | 90                      |                                    |             | Radio Romania International                              | DRM |
| 5955            | Tiganesti-Saftica                           | 40                      |                                    |             | Radio Romania International                              | DRM |
| 5975            | Rangitaiki                                  | 50                      |                                    |             | Radio New Zealand International                          | DRM |
| 6025            | Komsomolsk Amur                             | 100                     |                                    |             | GRFC, Testsendung                                        | DRM |
| 6025/6030       | Tiganesti-Saftica                           | 90                      |                                    |             | Radio Romania International                              | DRM |
| 6030            | Beijing 572                                 | 30                      |                                    |             | China National Radio                                     | DRM |
| 6030/6040       | Galbeni TX1-Bacau                           |                         |                                    |             | Radio Romania International                              | DRM |
| 6085            | Sender Ismaning, Bayern (2011 abgeschaltet) | 500                     | Dipol                              | Europa      | Bayerischer Rundfunk                                     | DRM (Sender Typ: S4005) 2011 abgebaut                                                                            |
| 6150            | Issoudun, TDF in Zentralfrankreich          | ?                       |                                    | weltweit    | Radio Andernach (Militärsender der Bundeswehr)           | DRM, eingestellt                                                                                                 |
| 6175            | SNR Tiganesti E1-Saftica                    | 300                     |                                    |             | SNR Tiganesti E1-Saftica                                 | DRM |
| 7220            | Galbeni-EM2 Bacau                           | 300                     |                                    |             | Radio Romania International                              | DRM |
| 7235            | Tiganesti-Saftica                           | 300                     |                                    |             | Radio Romania International                              | DRM |
| 7315            | Red Lion                                    | 15                      |                                    |             | WINB The Overcomer Ministry                              | DRM |
| 7350            | Tiganesti-Saftica                           | 90                      |                                    |             | Radio Romania International                              | DRM |
| 7360            | Qiqihar 2021                                | 30                      |                                    |             | China National Radio                                     | DRM |
| 7500            | Agana                                       | 90                      |                                    |             | KTWR GUAM                                                | DRM |
| 7550            | Bengaluru                                   | 250/500                 |                                    |             | All India Radio                                          | DRM |
| 9265            | Red Lion                                    | 15                      |                                    |             | WINB The Overcomer Ministry                              | DRM |
| 9420            | Qiqihar 2021                                | 30                      |                                    |             | China National Radio                                     | DRM |
| 9490/9820/13730 | SNR Tiganesti E2-Saftica                    | 90                      |                                    |             | Radio Romania International                              | DRM |
| 9505            | Rampisham, GB                               |                         |                                    | Europa      | Radio Prag                                               | DRM, eingestellt                                                                                                 |
| 9655            | Urumqi Changji 523                          | 30                      |                                    |             | China National Radio                                     | DRM |
| 9780            | Rangitaiki                                  | 50                      |                                    |             | Radio New Zealand International                          | DRM |
| 9870            | Qiqihar 2021                                | 30                      |                                    |             | China National Radio                                     | DRM |
| 9950            | Sender Delhi-Khampur                        | 50                      |                                    | Europa      | All India Radio                                          | DRM |
| 11615           | Taldom, Russland                            | 35                      |                                    | Europa      | Stimme Russlands                                         | DRM (17,46 kbit/s; B 10 kHz mono), eingestellt                                                                   |
| 11690           | Rangitaiki                                  | 50                      |                                    |             | Radio New Zealand International                          | DRM |
| 11695           | Dongfang Hainan 871                         | 30                      |                                    |             | China National Radio                                     | DRM |
| 11860           | Komsomolsk Amur                             | 100                     |                                    |             | GRFC, Testsendung                                        | DRM |
| 11970           | Sulaibiyah                                  | 250                     |                                    |             | Radio Kuwait                                             | DRM |
| 11995           | Agana                                       | 90                      |                                    |             | KTWR GUAM                                                | DRM |
| 12115           | Issoudun, Zentralfrankreich                 | 35 (Abstrahlwinkel 79°) |                                    | Europa      | The Disco Palace                                         | DRM |
| 13650           | Sulaibiyah                                  | 250                     |                                    |             | Radio Kuwait                                             | DRM |
| 13690           | Red Lion                                    |                         |                                    |             | WINB                                                     | DRM |
| 13800           | Agana                                       | 90                      |                                    |             | KTWR GUAM                                                | DRM |
| 13825           | Beijing 572                                 | 30                      |                                    |             | China National Radio                                     | DRM |
| 15030           | Bengaluru                                   | 500                     |                                    |             | All India Radio                                          | DRM |
| 15110           | Sulaibiyah                                  | 250                     |                                    |             | Radio Kuwait                                             | DRM |
| 15120           | Abuja Lugbe                                 | 250                     |                                    |             | Voice of Nigeria                                         | DRM |
| 15180           | Kunming-Anning 501                          | 30                      |                                    |             | China National Radio                                     | DRM |
| 15410           | Bengaluru                                   | 250                     |                                    |             | All India Radio                                          | DRM |
| 15450/15460     | Tiganesti-Saftica                           | 90/300                  |                                    |             | Radio Romania International                              | DRM |
| 15540           | Sulaibiyah                                  | 250                     |                                    |             | Radio Kuwait                                             | DRM |
| 15785           | Erlangen                                    | 0,1                     | log.-period. Antenne Richtung Nord | Deutschland | DRM-Campus-Radio bit eXpress (Non-stop Musik Testsignal) | DRM+ |
| 17300           | Radio 2000 (DE) Aktiv                       | 5                       | Unbekannt                          | Deutschland | old School 80er 90er 2000er                              | Aktiver Deutscher Radiosender Sendet gelegentlich Es wird eine gute Antenne zum Empfangen benötigt Stand:07/2021 |
| 17770           | Dongfang Hainan 871                         | 30                      |                                    |             | China National Radio                                     | DRM |
| 17755           | Sender Montsinery                           | 35                      |                                    | Europa      | The Disco Palace                                         | DRM |
| 17800           | Kunming-Anning 501                          | 30                      |                                    |             | China National Radio                                     | DRM |
| 17825           | Issoudun                                    | 100                     |                                    |             | Mini-Transat La Boulangère                               | DRM |
| 17830           | Urumqi Changji 523                          | 30                      |                                    |             | China National Radio                                     | DRM |
| 19000           | Sender Shepparton                           | 0,4                     |                                    | Pazifik     | Radio Australia                                          | DRM |
| 26010           | Sender Andrate, Italien (45.31N 07.52E)     | 0,1–0,25                |                                    | Italien     | Radio Maria                                              | DRM |